# Unterseeboot U-71 (1915)
Pour les autres navires du même nom, voir Unterseeboot 71.
L'Unterseeboot U-71 est l’un des 329 sous-marins de la Kaiserliche Marine pendant la Première Guerre mondiale. Il a été engagé dans la guerre navale et a pris part à la première bataille de l'Atlantique.

## Conception
Les sous-marins de type UE I ont été précédés par les sous-marins de type U-66, plus longs. L'U-71 avait un déplacement de 755 tonnes en surface et de 832 tonnes en immersion. Il avait une longueur totale de 56,80 m et 46,66 m pour sa coque pressurisée, une largeur de 5,90 m, une hauteur de 8,25 m et un tirant d'eau de 4,86 m. Le sous-marin était propulsé par deux moteurs de 900 ch (660 kW) en surface, et deux moteurs de 900 chevaux (660 kW) en immersion. Il avait deux arbres d'hélice. Il était capable d’opérer à des profondeurs allant jusqu’à 50 mètres.
Le sous-marin avait une vitesse maximale de 10,6 nœuds (19,6 km/h) en surface et de 7,9 nœuds (14,6 km/h) en immersion. Il pouvait parcourir 7880 milles marins (14590 km) à 7 nœuds (13 km/h) en surface et 83 milles marins (154 km) à 4 nœuds (7,4 km/h) en immersion. L'U-71 était équipé de deux tubes lance-torpilles de 50 centimètres (un à l’avant tribord et un à l’arrière tribord), de quatre torpilles et d’un canon de pont de 8,8 centimètres. Il avait un équipage de trente-deux personnes, vingt-huit hommes et quatre officiers.

## Historique des services
L'U-71 sortit du chantier naval AG Vulcan à Hambourg en janvier 1916 et rejoignit l’école de Kiel où il resta jusqu’au 7 avril 1916, date à laquelle il rejoignit la 1ère demi-flottille opérant en mer du Nord.
Du 12 au 21 avril 1916, il effectue apparemment une patrouille en mer du Nord. Du 21 juin au 8 juillet 1916, il repart vers le nord et pose des mines au large de Skerryvore. Du 14 octobre au 4 novembre 1916, il est dans le Skagerrak. Il coule 3 navires à vapeur et 1 voilier. Du 11 au 23 décembre 1916, il est de retour en mer du Nord. Il coule deux navires à vapeur et deux voiliers.
Du 10 au 22 janvier 1917, il procède au mouillage de mines en mer du Nord, dans la baie de Saint-Magnus, dans les îles Shetland. Il fait un retour prématuré en raison du mauvais temps et de la surchauffe du moteur. Du 6 au 21 février 1917, il pose des mines dans le Loch Ewe, le North Minch, au large de Butt of Lewis, Broad Bay et Firth of Lorn. Il est à nouveau en mer du 16 mai au 8 juin 1917. Il est possible qu’il ait posé des mines au large de Tory I. Il a coulé un navire à vapeur et deux voiliers. Du 7 au 26 juillet 1917, il est en mer du Nord. L’emplacement où il a posé ses mines n’est pas précisé. Il a coulé 223 tonnes de navires. Du 1 au 5 septembre 1917, il est sorti trois fois et revenu, la dernière fois avec des dommages. Du 10 au 14 octobre 1917, il est dans la mer Baltique. Il est de retourné avec des dommages. Du 20 au 24 décembre 1917, il pose des mines au large des côtes néerlandaises.
Du 29 décembre 1917 au 2 janvier 1918, il pose des mines, encore au large des côtes néerlandaises. Il a fait une prise. Du 18 au 23 janvier 1918, il pose des mines au large des côtes néerlandaises. Du 4 au 15 février 1918, il pose des mines au large des côtes néerlandaises. Il est sorti de la mer du Nord par le Skagerrak et revenu par le même détroit. Du 18 au 29 mars 1918, il pose des mines au large des côtes néerlandaises. Sorti par le Skagerrak, il est de retour à Bight. Du 23 avril au 2 mai 1918, il pose des mines au large de l’estuaire du Forth. Du 18 au 24 juin 1918, il pose des mines au large d’Aberdeen. De début juillet au 22 juillet 1918, il pose des mines au large de l’estuaire du Forth. Du 29 septembre au 11 octobre 1918, il est sur la côte néerlandaise. Le sous-marin signale « Mission abandonnée ».
Le 23 février 1919, il se rend à Harwich.

## Affectations
- Flottille I : du 7 avril 1916 au 11 novembre 1918.

## Commandants
- Kapitänleutnant Hugo Schmidt[4] : du 20 décembre 1915 au 19 avril 1917
- Kptlt. Walter Gude[5] : du 20 avril au 27 novembre 1917
- Kptlt. Otto Dröscher[6] : du 28 novembre 1917 au 27 janvier 1918
- Oberleutnant zur See Richard Scheurlen[7] : du 28 janvier au 29 juillet 1918
- Oblt.z.S. Kurt Slevogt[8] : du 30 juillet au 14 octobre 1918

## Navires coulés
| Date             | Nom                 | Nationalité    | Tonnage | Destin.             |
| ---------------- | ------------------- | -------------- | ------- | ------------------- |
| 18 octobre 1916  | Greta               | Suède          | 1370    | Coulé               |
| 19 octobre 1916  | Mercur              | Suède          | 711     | Coulé               |
| 19 octobre 1916  | Normandie           | Suède          | 1342    | Coulé               |
| 21 octobre 1916  | Rönnaug             | Norvège        | 1331    | Coulé               |
| 13 décembre 1916 | Solon               | Danemark       | 137     | Coulé               |
| 17 décembre 1916 | Sjofna              | Norvège        | 528     | Coulé               |
| 18 décembre 1916 | Herø                | Norvège        | 1106    | Coulé               |
| 18 décembre 1916 | Sieka               | Pays-Bas       | 119     | Coulé               |
| 19 February 1917 | Halcyon             | United Kingdom | 190     | Coulé               |
| 4 June 1917      | Orion               | Danemark       | 1870    | Coulé               |
| 5 juin 1917      | C. Thorén           | Suède          | 269     | Coulé               |
| 5 juin 1917      | Götha               | Suède          | 232     | Coulé               |
| 20 juillet 1917  | Sirra               | Pays-Bas       | 223     | Coulé               |
| 26 juillet 1917  | Flore               | France         | 3553    | Coulé               |
| 26 juillet 1917  | Ethelwynne          | United Kingdom | 3230    | Endommagé           |
| 14 août 1917     | Majorka             | Norvège        | 1684    | Coulé               |
| 31 août 1917     | Taurus              | United Kingdom | 128     | Coulé               |
| 20 octobre 1917  | HMT Thomas Stratten | Royal Navy     | 309     | Coulé               |
| 12 décembre 1917 | Amadavat            | United Kingdom | 171     | Coulé               |
| 31 décembre 1917 | De Hoop             | Pays-Bas       | 82      | Capturé comme prise |
| 15 août 1918     | HMS Scott           | Royal Navy     | 1801    | Coulé               |
| 15 août 1918     | HMS Ulleswater      | Royal Navy     | 930     | Coulé               |
| 20 août 1918     | HMS Shirley         | Royal Navy     | 820     | Endommagé           |